# 養老牛溫泉
養老牛溫泉是位於日本北海道標津郡中標津町的溫泉區。在溫泉區旁的山邊，有一被列為祕湯的免費的露天混浴溫泉「落葉松之湯」（からまつの湯）。名稱源自阿伊努語「i-woro-us-i」（把東西浸在水裏的地方）或「iwor-us-i」（獵場中的地方）或「e-or-us-i」（伸向水中的山崖）。
日本人最早發現此地的紀錄是在1874年，由北海道開拓史派遣的地質調查隊所發現，而實際的溫泉開發則是在1916年西村武重來到此地後 ，經過多年的申請，在1921年成立了第一家溫泉旅館「養老園」； 1920年代後，進入標津平原開墾的人開始增加，也吸引更多人在此開設溫泉旅館。但在二次大戰期間，受戰爭的影響，溫泉旅館開始逐一關閉；在戰爭結束時整個溫泉區僅剩下一家溫泉旅館，此後隨著日本的經濟發展，本地的溫泉旅館再度逐漸增加，至2000年時已有三家溫泉旅館。不過在2010年代又因為日本景氣地蕭條，先後有兩家溫泉旅館關閉，目前養老年溫泉區僅餘一家溫泉旅館。
除了溫泉旅館外，在溫泉區內也有一處免費開放的露天溫泉「落葉松之湯」。

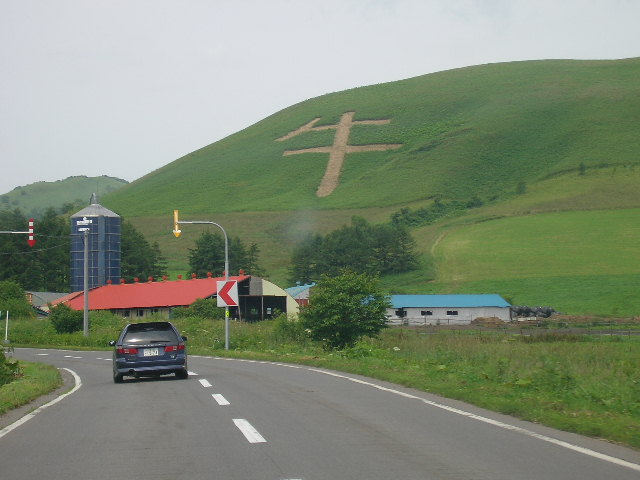
養老牛地區
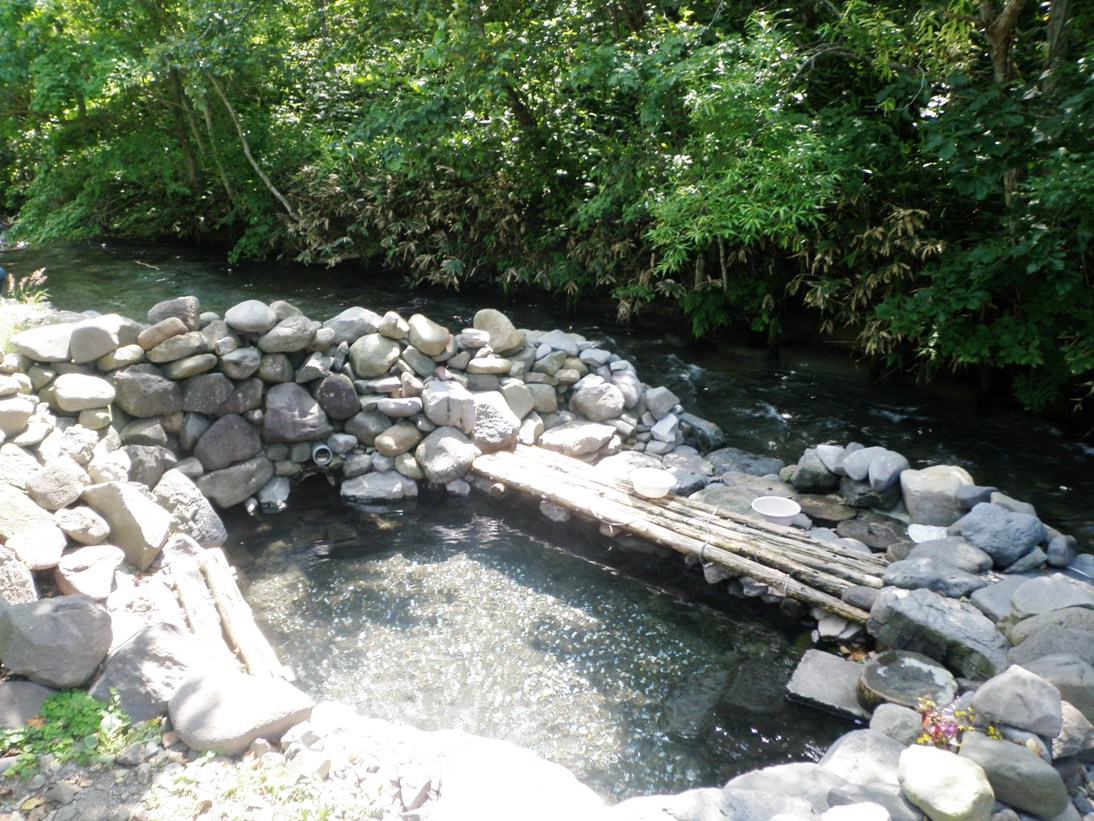
露天溫泉「落葉松之湯」

## 外部連結
- （日語） 養老牛溫泉 （页面存档备份，存于）